# Josef Kábele

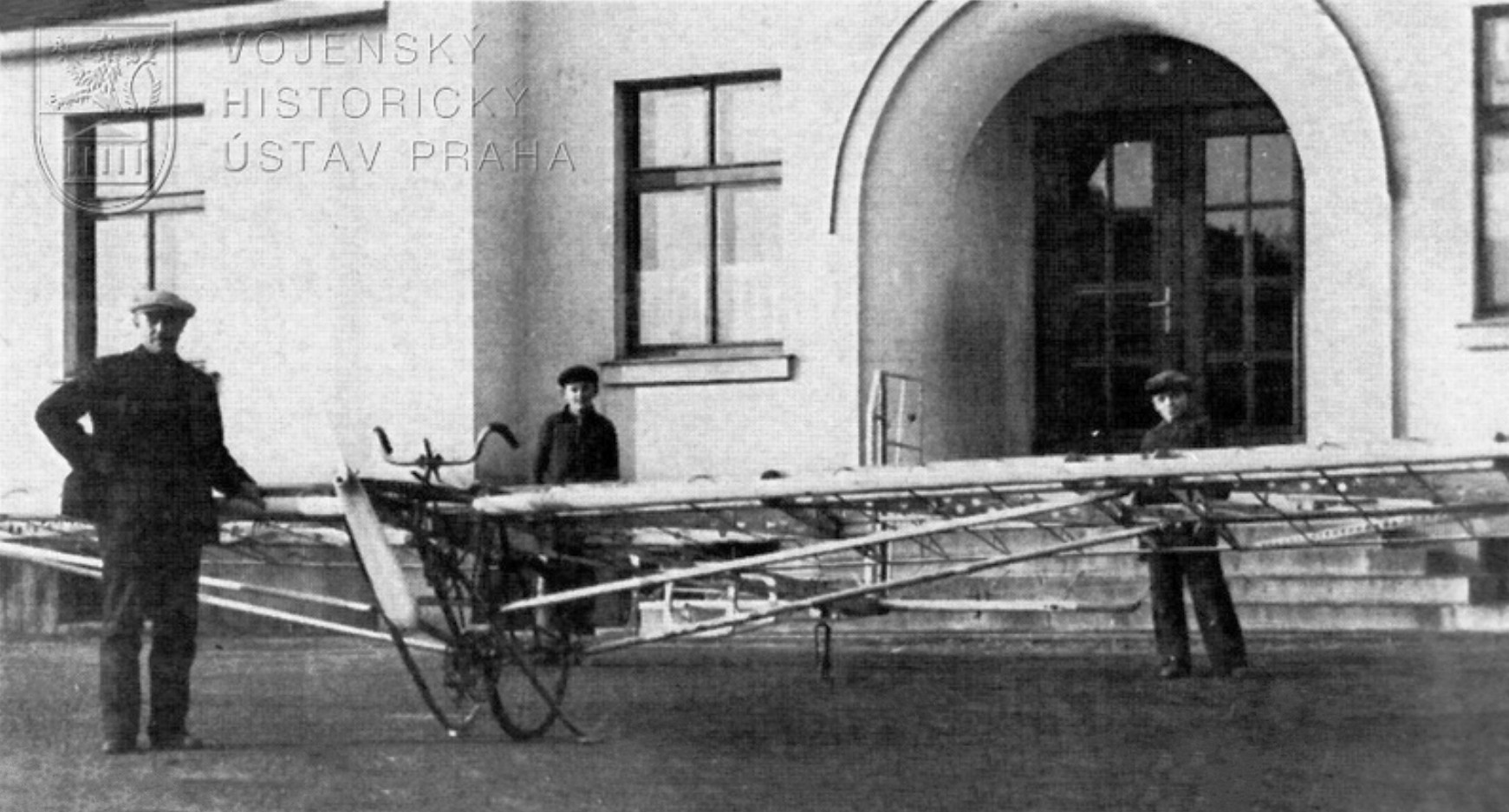
V popředí stojící Josef Kábele před sokolovnou v Chrasti u Chrudimi. Za ním se nachází jeho ještě plátnem a dýhou nepotažený letoun na „lidský pohon“

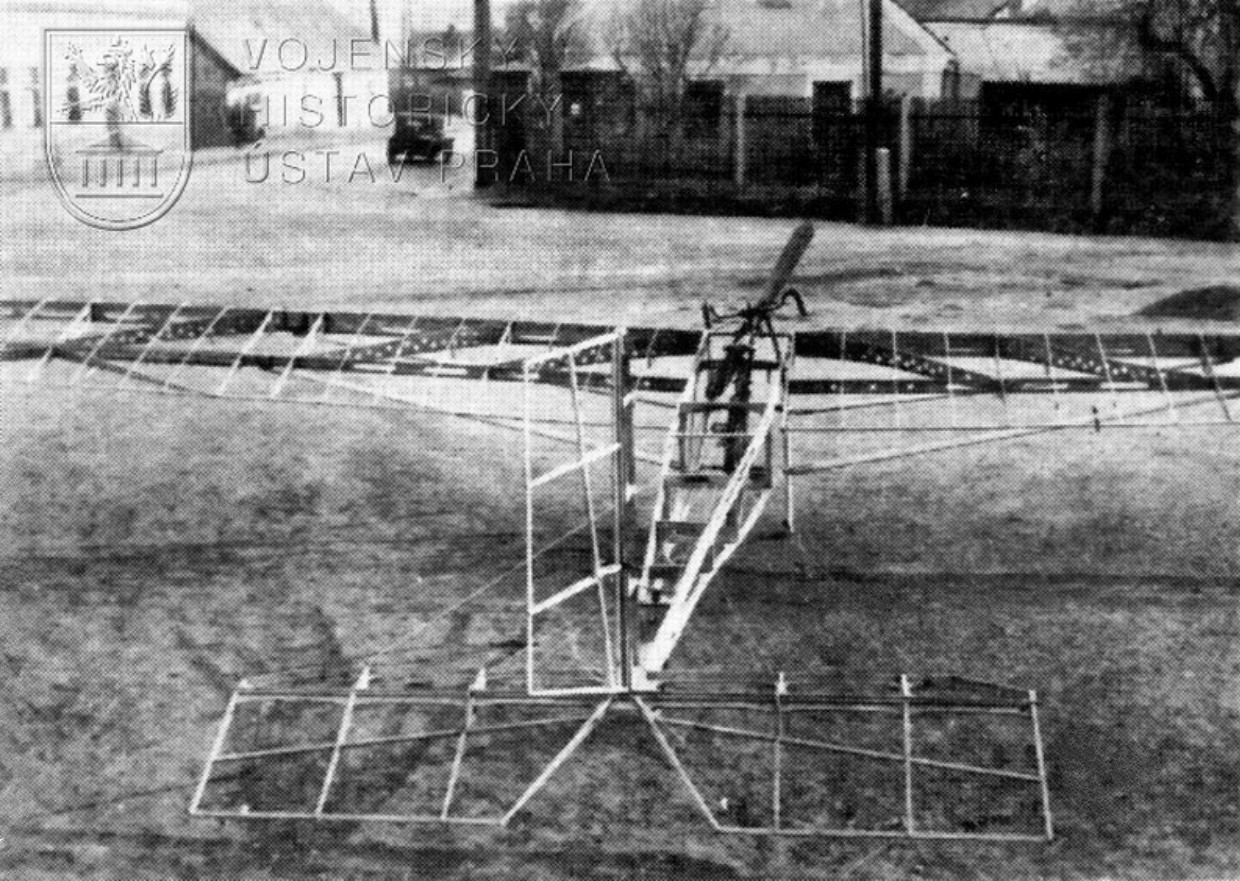
Kostra „létajícího jízdního kola“ se „šlapacím“ pohonem vrtule lidskou silou

Josef Kábele (30. července 1891 Zaječice u Chrudimi – 27. července 1980 Chrast u Chrudimi) byl český strojní zámečník, automechanik, zlepšovatel technických řešení různých výrobků, objevitel, vynálezce, experimentátor a průkopník létání v Čechách na „létajícím jízdním kole“ vlastní konstrukce se „šlapacím“ pohonem vrtule.

## Život

### Rodinné poměry a studium
Josef Kábele se narodil jako jediný syn ve čtvrtek 30. července 1891 v Zaječicích do rodiny zemědělce ze Zaječic u Chrudimi. V rodině nebyl jedináčkem, měl ještě další tři sestry. Netíhl svou přirozeností k půdě a tak přenechal hospodářství svým třem sourozencům a sám nastoupil do slatiňanské pobočky firmy R. A. Smekal, kde se vyučil strojním zámečníkem.

### Firma Smekal
Pobočka firmy R. A. Smekal ve Slatiňanech patřila od roku 1907 Raimundu Augustu Smekalovi, který se v letech 1912 až 1913 pokusil neúspěšně ve svém závodě spustit výrobu automobilů, aby nakonec společnost R. A. Smekal Továrna na hasičské stroje a tělocvičné nářadí Slatiňany u Chrudimě přeorientoval na výrobu hasičských stříkaček a příslušenství. V letech první světové války (1914 až 1918) pak firma přešla na vojenský výrobní program a prováděla pouze opravy již dříve vyrobených strojů.

### Praxe a záliby
Krátce po vyučení si Josef Kábele v Chrasti u Chrudimi založil vlastní firmu – strojní zámečnictví, které se mu podařilo udržet při životě i po komunistickém převratu v únoru 1948 a dílna fungovala až do roku 1950. Současně s touto provozovnou se věnoval nějakou dobu i autodopravě. Josef Kábele byl přemýšlivý a inovativní technik. Mimo „klasické práce strojního zámečníka“ se často pouštěl do výroby různých vynálezů či zlepšováků. V mládí se například pokoušel neúspěšně sestrojit „perpetum mobile“, ale úspěšný byl třeba se svojí konstrukcí kamen vyznačujících se vyšší účinností spalování. Ve své dílně sestavoval jízdní kola z nakupovaných součástek, byl cyklistou, ale zajímalo jej řezbářství, výroba intarzií, lukostřelba, rybaření a myslivost. Pro sportovní jízdu na ledě vyrobil ke konci dvacátých let dvacátého století větrem poháněné plachetní saně. Nejzajímavějším jeho počinem v oblasti aviatiky byl pokus o konstrukci malého letounu poháněného vlastní silou člověka.
Josef Kábele zemřel v Chrasti u Chrudimi 27. července 1980 ve věku 88 let.

### Létající bicykl
V letech 1934 až 1936 se Josef Kábele pustil do stavby jednoplošníku vlastní konstrukce poháněného výhradně lidskou silou. Základem Kábeleho lehkého letounku byl řádně upravený bicyklistický rám zesílený ocelovými pásky a profily tak, aby unesl nejen cyklistu–strojníka–pilota, ale i vzpěrami podepřená křídla a jednoduchý trupový nosník zakončený ocasními prvky (ocasní plochy, směrové kormidlo a výškové kormidlo). Lidská síla (vznikající šlapáním) roztáčela (přes poměrně složité převody „do rychla“) vpředu umístěnou dřevěnou dvoulistou vrtuli o průměru 1,4 m (vyřezanou z jednoho kusu materiálu) zapojenou v tažném režimu. V cyklistickém rámu bylo podružným převodem poháněno jen jediné, a to zadní kolo, pomocí cyklistických řídítek pilot ovládal jak směrové kormidlo, tak i výškové kormidlo (křidélka stroj neměl). Křídla (levé, pravé) s celkovým rozpětím asi 2 × 5 metrů byla tvořena dvěma maximálně odlehčenými dřevěnými nosníky. Ty byly spojeny diagonálami a na tento „křídlový rám“ byla navlečena žebra. Některá z žeber byla z odlehčené překližky, jiná byla zhotovena z loupaných vrbových prutů. Každé z křídel bylo potaženo dýhou a plátnem. Čtvercový trup letadla byl červené barvy, zatímco obě křídla a ocasní plochy byly natřeny bledě zelenou barvou.

### Podrobný popis konstrukce létajícího stroje
Detailní popis Kábeleho létajícího stroje vychází z fotografií nepotaženého draku a z dochovaného torza 15 kg těžkého ocelového rámu s řetězovými převody a hnacím mechanismem vrtule.

#### Kostra
Základem kostry (draku) letadla byl mohutně dimenzovaný trubkový rám z bicyklu se středem, šlapkami a zadním kolem obohacený o dvojici postranních stabilizačních lyží (levou a pravou). Takto „redukované“ jízdní kolo sice postrádalo přední kolo a chyběla mu i přední vidlice, ale zato bylo vybaveno bicyklovými řídítky a cyklistickým sedlem pro vzduchoplavce (pilota). Na tento základ draku byl v přední části namontován výztužný ocelový rám z L-profilů (rozměry 20 × 20 mm a tloušťka 2 mm, v některých partiích i 3 mm) a plochých pásů (tloušťka 3 mm, šíře 20 mm). (Všechny tyto kovové části byly odlehčeny vyvrtáním děr o průměru 10 mm s rozteči cca 30 mm.) Směrové vertikální kormidlo a malé ostruhové kolečko umístěné vzadu pod samým koncem trupu ovládal pilot otáčením cyklistických řídítek podél svislé osy (tj. jako by cyklista zatáčel doleva/doprava). Výškové horizontální kormidlo se asi ovládalo „nestandardně“ natáčením řídítek kolem jejich vodorovné (ležaté) osy. Letoun nebyl opatřen křidélky – konstruktér stroje neřešil problematiku příčné stability aeroplánu. Na základ draku byl v jeho zadní části namontován dozadu se postupně zužující příhradový trup údajně potažený dýhou. Trup aeroplánu měl čtvercový průřez a byl vyztužen dvěma na výšku postavenými nosníky. Na jeho konci byly k trupu přimontovány vodorovné ocasní plochy (v horizontální poloze fixované lanky), výškové a vertikální směrové kormidlo. Ocasní plochy i kormidla byla tvořena jednoduchými žebrovými konstrukcemi potaženými plátnem.

#### Křídla
Základními „vztlačnými“ a současně nejdelšími díly „větroplašného“ letadla byla dvojice identických křídel (levé, pravé, každé asi 5 metrů dlouhé), která byla připevněna k přední části stroje. Každé z křídel bylo zdola podepřeno šikmou vzpěrou opřenou o nohu postranní stabilizační lyže v přední části stroje. Každé křídlo bylo sestaveno ze dvou nosníků slepených pravděpodobně z dřevěných podélníků a z překližky. S roztečí asi 25 cm byla na každém křídle upevněna žebra v celkovém počtu 18 kusů: šest hlavních žeber zhotovených z odlehčené překližky + dvanáct žeber vyrobených z loupaných vrbových prutů. Náběžná hrana křídla byla nejspíše zesílena dýhou, zatímco zbytek křídla byl (stejně jako ocasní plochy, výškové a směrové kormidlo) potažen plátnem.

#### Hnací ústrojí
Na společné hřídeli s cyklistickými pedály bylo namontováno standardní menší řetězové kolo (určené pro pohon zadního bicyklového kola nutného pro rozjezd stroje při jeho vzletu) a větší (nestandardní) řetězové kolo určené pro pohon vrtule. Z většího řetězového kola se síla přenášela do dalšího řetězového převodu „do rychla“ a odtud pak rotační energie pokračovala do převodu kuželovými ozubenými koly, jehož výstup byl již přímo na hřídel tažné dřevěné vrtule. Celkový převod z pedálů na hřídel vrtule byl 1 : 10. 

### Zkušební let
Na svažité louce za špýcharem Vacova statku v obci Řestoky zbudoval někdy v roce 1936 z prken Josef Kábele jednoduchou startovací (rozjezdovou) dráhu v délce asi 80 metrů. Prvnímu a poslednímu pokusu o vzlet „šlapoletu“ sekudovali Kábelemu dva jeho asistenti (učni). Při pokusu o start letadla zajišťovala jeho stabilitu dvojice bočních lyží a též oba pomocníci (učni). „Létací kolo“ na rozjezdové dráze získalo startovní rychlost. Po slibném rozjezdu ze svahu se stroj mírně vznesl do vzduchu, ale tento nedlouhý „skok“ byl zakončen prudkým dopadem (nárazem do země) spojeným s neopravitelným poškozením „létajícího stroje“. K dalšímu opakovanému pokusu o vzlet už ale ani později nedošlo, „větroplach“ byl rozebrán na díly a uložen. Za protektorátu hrozil za vlastnění či stavbu letadla trest smrti. Ve světle této skutečnosti během druhé světové války Josef Kábele svoje „létající kolo“ definitivně rozebral a dřevěné části zlikvidoval (spálil). Jediné, co zbylo z jeho stroje bylo ocelové torzo rámu (o rozměrech 1200 × 1000 × 450 mm a hmotnosti 15 kg) s hnacím mechanismem. V roce 1973 je autor věnoval do sbírek Vojenského historického ústavu (VHÚ). Tato jediná dochovaná památka na Kábeleho „šlapolet“ se později dostala do sbírek v Leteckém muzeu v pražských Kbelích.

## Dovětek
Pokusy s létajícím kolem prováděl v roce 1908 Jan Hirsch z jihočeského Písku, ale první skutečně funkční „šlapolet“ spatřil světlo světa ve Francii v roce 1921. Ve výšce jednoho metru na něm Francouzi překonali vzdálenost deseti metrů. Dne 23. srpna 1977 uletěl cyklista Bryan Lewis Allen dráhu ve tvaru osmičky o délce 1 míle ve výšce minimálně 3 metry na ultralehkém speciálu, jehož autorem byl americký letecký inženýr dr. Paul B. MacCready. Použitelný letoun MIT Daedalus poháněný lidskou silou (šlapáním) byl zkonstruován inženýry z amerického MIT. Za ideálního počasí 23. dubna 1980 na něm podnikli let z Heráklionu na Krétě až na ostrov Santorini, čímž překonali vzdálenost 115 kilometrů v čase 4 hodiny.